# 卵巢固有韧带
卵巢固有韧带（英語：proper ligament of ovary），也称卵巢韧带（英語：Ovarian ligament）是从卵巢开始，连接至输卵管与子宫结合处后下方的纤维韧带。

## 结构
卵巢固有韧带由结缔组织和平滑肌纤维组织组成；它从卵巢的子宫末端延伸到子宫的侧面，位于输卵管和子宫交接处的正下方。
该韧带位于子宫阔韧带内，子宫阔韧带是腹膜的褶皱，而不是纤维韧带。具体来说，它位于宫旁组织。

### 发育
在胚胎学上，每个卵巢（由生殖腺脊形成）都与中胚层带（即睾丸引带）相连。 这条中胚层在整个发育过程中都与卵巢保持连接，并最终通过附着在大阴唇内。在泌尿生殖系统发育的后期，睾丸引带形成一条长长的纤维结缔组织带，从卵巢延伸到子宫，然后继续延伸到大阴唇。
这种结缔组织在解剖学上分为两部分：卵巢与子宫之间的结缔组织称为卵巢固有韧带，子宫与大阴唇之间的部分称为子宫圆韧带。

## 功能
卵巢固有韧带起着固定卵巢和子宫角的作用。 

## 临床意义
卵巢固有韧带可能会因特别大的卵巢癌和其他肿块而被拉伸。 

## 历史
卵巢固有韧带也存在于其他哺乳动物中，比如猫。 